# Gargetta nigra
Gargetta nigra är en fjärilsart som beskrevs av Alfred Ernest Wileman 1910. Gargetta nigra ingår i släktet Gargetta och familjen tandspinnare. Inga underarter finns listade i Catalogue of Life.